# Museo del Desierto Chihuahuense
Museo del Desierto Chihuahuense, ó Mudech es un museo geológico-paleontológico de la región eco geográfica del Estado de Chihuahua, abierto al público, ubicado en la ciudad de Delicias Chihuahua, México, que alberga 4 salas de exhibición permanente, con más de 2,800 metros cuadraros de construcción, que fue inaugurado el 20 de marzo de 2010.
Se exhiben colecciones geológicas y paleontológicas, que incluyen varias especies de plantas y animales originarios del desierto chihuahuense y coahuilense como el Velafrons coahuilensis, en los 200 millones de años que cuentan la historia del desierto y de la tierra misma. En lo geológico se cuenta con información del desierto y sus características. También se cuenta con información de los grupos humanos de la zona que lo habitaron hace miles de años.
Rodeado por extensos jardines los espacios laterales con forma de talud que representan la flora de la región desértica regional, como cactáceas y arbustos xerófilos parte del ecosistema, donde aparente mente no hay vida, y sin embargo ha sido el sustento y cuna de antiguas civilizaciones.
Cuatro son las salas de exhibición permanente, con música ambiental creada originalmente para el museo y su iluminación es la primera en su tipo de focos LED, de bajo consumo que son:
- El Desierto actual
- Historia regional
- Grandes animales
- Dinosaurios

Ofrece información sobre flora, fauna la vida y su desarrollo en la aridez de la región. desde la Edad del Hielo al Periodo Pleistoceno; la llegada del hombre a América; la utilización de era lítica; la convivencia de humanos con la extinción de la megafauna. Se habla de la evolución de los homínidos, la historia de los caballos americanos y otros cuadrúpedos, los grandes habitantes del periodo Cretácico, de la región biogeográfica y réplicas moldeadas de fósiles originales, entre ellas las de dos Estegosaurios y dos Dilofosaurios, especies del periodo Jurásico. Los visitantes descubren aquí la evolución de los dinosaurios en aves. También cuenta con una sala de exposiciones temporales.